# NGC 734
NGC 734 este o galaxie spirală situată în constelația Balena. A fost descoperită în 9 noiembrie 1885 de către Francis Leavenworth.